# Courbouzon (Loir-et-Cher)
Courbouzon is een gemeente in het Franse departement Loir-et-Cher (regio Centre-Val de Loire) en telt 390 inwoners (1999). De plaats maakt deel uit van het arrondissement Blois.

## Geografie
De oppervlakte van Courbouzon bedraagt 6,4 km², de bevolkingsdichtheid is 60,9 inwoners per km².
De onderstaande kaart toont de ligging van Courbouzon (Loir-et-Cher) met de belangrijkste infrastructuur en aangrenzende gemeenten.

## Demografie
Onderstaande figuur toont het verloop van het inwonertal (bron: INSEE-tellingen).